# Aquilegia bernardii
Aquilegia bernardii is een overblijvende plant uit de ranonkelfamilie (Ranunculaceae) die endemisch is op Corsica.

## Naamgeving enetymologie
- Frans: Ancolie de Bernard
- Italiaans: Aquilegia di Bernard

De soortaanduiding bernardii is een eerbetoon aan de Franse botanicus Pierre Frédéric Bernard (1749-1825).

## Kenmerken
Het is een overblijvende, kruidachtige plant. De grondbladeren zijn gesteeld, dubbel drietallig met in verhouding grote bladslipjes.
De bloemen zijn vijfdelig en lichtblauw gekleurd. De sporen bovenaan de kroonblaadjes zijn kort, dun en recht tot zwak gebogen. De meeldraden zijn felgeel gekleurd en steken buiten de bloem uit.
De plant bloeit van mei tot juli.

## Habitaten verspreiding
De soort groeit voornamelijk op gedeeltelijk beschaduwde plaatsen op rotsachtige, zure bodem.
De plant is endemisch op het Franse eiland Corsica.
... · 
A. alpina (Alpenakelei) · 
A. atrata (Donkere akelei) · 
A. bernardii · 
A. bertolonii · 
A. einseleana · 
A. formosa · 
A. olympica · 
A. pyrenaica (Pyrenese akelei) · 
A. vulgaris (Wilde akelei) · ...